# Роттюмерог
Роттюмерог (нидерл. Rottumeroog) — необитаемый остров в Ваттовом море в составе Западно-Фризских островов. Это один из трёх островов, принадлежащих провинции Гронинген в Нидерландах. Находится между островами Роттюмерплат и Боркум.
Остров известен с XV или XVI века. Сначала остров использовался для сельского хозяйства аббатством Св. Юлианы из Роттюма. Роттюмерог теперь является частью природного заповедника Роттюм и посещение острова запрещено, за исключением людей со специальным разрешением.

## География
Роттюмерог расположен в общине Эмсмонд на севере провинции Гронинген на севере Нидерландов. Он расположен у побережья материка и является самым восточным островом из Западно-Фризских островов в Ваттовом море, к востоку от острова Роттюмерплат, к северу от острова Зёйдердёйнтьес и к западу от восточно-фризского острова Боркум (Германия).
Роттюмерог не имеет устойчивого основания и медленно движется в юго-восточном направлении вследствие морских течений. С северной стороны земля постепенно размывается, на южной стороне формируется новая земля. Площадь Роттюмерога составляла 205 га в 1995 году и 265 га в 2007 году.

## История
Между 1400 и 1540 годами остров Монникенлангеног распался на острова Бос и Роттюмерог. Бос исчез в XVIII веке, но Роттюмерог ещё сохранился до сегодняшнего дня.
Название Роттюмерог буквально означает «остров Роттюм» по названию деревни Роттюм на материковой части Гронингена. Бенедиктинское аббатство Св. Юлианы в Роттюме владело двумя третями острова и использовало его для скота. После Реформации права на остров перешли к провинции Гронинген, а затем были проданы частным лицам в XVII веке. Провинция выкупила остров ещё в 1738 году из-за технического обслуживания, в конечном итоге центральное правительство вступило во владение.
Будущее местоположение острова неясно. В 2012 году остров распался на две части во время прилива, что привело к предположению, что остров может исчезнуть в эстуарии реки Эмс в ближайшем будущем.